# Lijst van Alarmschijven in 2005
Deze hits waren in 2005 Alarmschijf op Radio 538:
| Nr.  | Datum        | Artiest                                        | Titel                                   | Hoogste positie in Top 40 |
| ---- | ------------ | ---------------------------------------------- | --------------------------------------- | ------------------------- |
| 1810 | 1 januari    | Kylie Minogue                                  | I Believe In You                        | 10                        |
| 1811 | 8 januari    | Natasha Bedingfield                            | Unwritten                               | 5                         |
| 1812 | 15 januari   | Artiesten voor Azië                            | Als Je Iets Kan Doen                    | 1 (4wk)                   |
| 1813 | 22 januari   | DI-RECT                                        | Hungry For Love                         | 4                         |
| 1814 | 29 januari   | Eminem                                         | Like Toy Soldiers                       | 7                         |
| 1815 | 5 februari   | U2                                             | Sometimes You Can't Make It on Your Own | 4                         |
| 1816 | 12 februari  | Jennifer Lopez                                 | Get Right                               | 2                         |
| 1817 | 19 februari  | 3 Doors Down                                   | Let Me Go                               | 18                        |
| 1818 | 26 februari  | The Game & 50 Cent                             | How We Do                               | 5                         |
| 1819 | 5 maart      | Anouk                                          | Lost                                    | 2                         |
| 1820 | 12 maart     | Mario                                          | Let Me Love You                         | 1 (1wk)                   |
| 1821 | 19 maart     | Keane                                          | This Is the Last Time                   | 3                         |
| 1822 | 26 maart     | 50 Cent & Olivia                               | Candy Shop                              | 4                         |
| 1823 | 2 april      | Maroon 5                                       | Must Get Out                            | 8                         |
| 1824 | 9 april      | Kane                                           | Something to Say                        | 1 (2wk)                   |
| 1825 | 16 april     | DI-RECT                                        | Cool Without You                        | 4                         |
| 1826 | 23 april     | Snoop Dogg, Charlie Wilson & Justin Timberlake | Signs                                   | 3                         |
| 1827 | 30 april     | Destiny's Child                                | Girl                                    | 11                        |
| 1828 | 7 mei        | The Black Eyed Peas                            | Don't Phunk with My Heart               | 2                         |
| 1829 | 14 mei       | Daniel Powter                                  | Bad Day                                 | 6                         |
| 1830 | 21 mei       | The Game & 50 Cent                             | Hate It or Love It                      | 5                         |
| 1831 | 28 mei       | Gavin DeGraw                                   | I Don't Want To Be                      | 13                        |
| 1832 | 4 juni       | Gwen Stefani                                   | Hollaback Girl                          | 8                         |
| 1833 | 11 juni      | Kelly Clarkson                                 | Since U Been Gone                       | 4                         |
| 1834 | 18 juni      | U2                                             | City of Blinding Lights                 | 3                         |
| 1835 | 25 juni      | Mariah Carey                                   | We Belong Together                      | 2                         |
| 1836 | 2 juli       | Keane                                          | Bend and Break                          | 27                        |
| 1837 | 9 juli       | Krezip                                         | Don't Crush Me                          | 22                        |
| 1838 | 16 juli      | Brainpower                                     | Even Stil                               | 12                        |
| 1839 | 23 juli      | DI-RECT                                        | Webcam Girl                             | 10                        |
| 1840 | 30 juli      | Kane                                           | Fearless                                | 1 (3wk)                   |
| 1841 | 6 augustus   | Bon Jovi                                       | Have A Nice Day                         | 6                         |
| 1842 | 13 augustus  | The Black Eyed Peas                            | Don't Lie                               | 4                         |
| 1843 | 20 augustus  | Gavin DeGraw                                   | Follow Through                          | 13                        |
| 1844 | 27 augustus  | Gwen Stefani                                   | Cool                                    | 6                         |
| 1845 | 3 september  | Pussycat Dolls & Busta Rhymes                  | Don't Cha                               | 2                         |
| 1846 | 10 september | Nickelback                                     | Photograph                              | 4                         |
| 1847 | 17 september | Sugababes                                      | Push The Button                         | 3                         |
| 1848 | 24 september | Kelly Clarkson                                 | Behind These Hazel Eyes                 | 7                         |
| 1849 | 1 oktober    | U2                                             | All Because of You                      | 6                         |
| 1850 | 8 oktober    | Robbie Williams                                | Tripping                                | 1 (3wk)                   |
| 1851 | 15 oktober   | I.O.S.                                         | Hoe Het Voelt                           | 19                        |
| 1852 | 22 oktober   | Anastacia                                      | Pieces of a Dream                       | 8                         |
| 1853 | 29 oktober   | Shakira                                        | Don't Bother                            | 4                         |
| 1854 | 5 november   | Mariah Carey & Jermaine Dupri                  | Get Your Number                         | 7                         |
| 1855 | 12 november  | The Black Eyed Peas                            | My Humps                                | 4                         |
| 1856 | 19 november  | Kane                                           | All I Can Do                            | 12                        |
| 1857 | 26 november  | Anouk                                          | One Word                                | 4                         |
| 1858 | 3 december   | Coldplay                                       | Talk                                    | 1 (4wk)                   |
| 1859 | 10 december  | Sugababes                                      | Ugly                                    | 7                         |
| 1860 | 17 december  | Robbie Williams                                | Advertising Space                       | 5                         |
| 1861 | 24 december  | Kelly Clarkson                                 | Because of You                          | 1 (2wk)                   |
| 1862 | 31 december  | Gavin DeGraw                                   | Chariot                                 | 12                        |

1969 ·
1970 ·
1971 ·
1972 ·
1973 ·
1974 ·
1975 ·
1976 ·
1977 ·
1978 ·
1979 ·
1980 ·
1981 ·
1982 ·
1983 ·
1984 ·
1985 ·
1986 ·
1987 ·
1988 ·
1989 · 
1990 · 
1991 · 
1992 · 
1993 · 
1994 · 
1995 · 
1996 · 
1997 · 
1998 · 
1999 · 
2000 · 
2001 · 
2002 · 
2003 · 
2004 · 
2005 · 
2006 · 
2007 · 
2008 · 
2009 ·
2010 ·
2011 ·
2012 ·
2013 ·
2014 ·
2015 ·
2016 ·
2017 ·
2018 ·
2019 ·
2020 ·
2021 ·
2022 ·
2023 ·
2024 ·
2025